# Venecijanski bijenale arhitekture
Venecijanski bijenale arhitekture poznat i kao Mostra di Architettura di Venezia - na svom izvornom jeziku, talijanskom, međunarodna je izložba koja se održava svake druge godine neparnim godinama u Veneciji, u Italiji, a na kojoj se predstavlja arhitektonsko stvaralaštvo država širom svijeta. Riječ je o izložbi arhitektonskih djela i instalacija u sklopu Venecijanskog bijenala. Bijenale arhitekture je službeno uspostavljeno 1980. godine, iako je arhitektura bila dio Venecijanskog bijenala umjetnosti od 1968. godine.
Glavni cilj Bijenala arhitekture je predlaganje i izlaganje arhitektonskih rješenja za suvremena društvena, humanistička i tehnološka pitanja. Iako naginje akademskoj strani arhitekture, Bijenale također pruža priliku lokalnim arhitektima širom svijeta za predstavljanje novih projekata. Bijenale je podijeljen u dva glavna dijela: Stalni, nacionalni paviljoni u Bijenalskim vrtovima, kao i Arsenale, koji pod jednim krovom ugošćuje projekte brojnih država.

## Izložbe

### 2021.
Kustos Hashim Sarkis, 17. bijenale arhitekture u Veneciji nosit će naslov Kako ćemo živjeti zajedno? Zbog pandemije COVID-19, ona će se dogoditi 2021. umjesto 2020.
Nacionalni paviljoni i kustosi
- Sjedinjene Američke Države : Američko kadriranje  Arhivirana inačica izvorne stranice od 3. srpnja 2019. (Wayback Machine) . Kustosi: Paul Andersen i Paul Preissner.
- Njemačka : 2038  Arhivirana inačica izvorne stranice od 3. srpnja 2019. (Wayback Machine) . Kustos do 2038.
- Italija : Otporne zajednice  Arhivirana inačica izvorne stranice od 3. srpnja 2019. (Wayback Machine) . Kustos: Alessandro Melis .
- Turska : Arhitektura kao mjera  Arhivirana inačica izvorne stranice od 3. srpnja 2019. (Wayback Machine) . Kustos Neyran Turan.
- Ujedinjeno Kraljevstvo : Vrt privatiziranih užitaka. Kustosi Madeleine Kessler i Manijeh Verghese.

### 2018.
16. međunarodna izložba arhitekture nazvana je Freespace, a kustosice su bile Yvonne Farrell i Shelley McNamara .
Nagrade:
- Zlatni lav za najbolje nacionalno sudjelovanje: Švicarska, sa Svizzera 240, House Tour. Povjerenice: Švicarsko vijeće za umjetnost Pro Helvetia: Marianne Burki, Sandi Paučić, Rachele Giudici Legittimo. Kustosi i izlagači: Alessandro Bosshard, Li Tavor, Matthew van der Ploeg, Ani Vihervaara
- Posebno priznanje za najbolje nacionalno sudjelovanje: Velika Britanija, s otokom. Povjerenica: Sarah Mann; Arhitektonski dizajn Moda British Council. Kustosi: Caruso St John Architects, Marcus Taylor
- Zlatni lav za najboljeg sudionika: Souto Moura - Arquitectos; Eduardo Souto de Moura (Porto, Portugal).
- Srebrni lav za perspektivnog mladog sudionika; Architecten de vylder vinck taillieu. Jan de Vylder, Inge Vinck, Jo Taillieu (Gent, Belgija).
- Posebna priznanja: Andramatin; Andra Matin (Jakarta, Indonezija) i RMA Architects; Rahul Mehrotra (Mumbai, Indija; Boston, SAD)
- Zlatni lav za životno djelo: Kenneth Frampton (Velika Britanija)

Nacionalni paviljoni i kustosi
- Italija : Arcipelago Italia. Kustos: Mario_Cucinella

### 2016.
Petnaestu međunarodnu arhitektonsku izložbu pod nazivom Izvještavanje s fronte režirao je Alejandro Aravena 28. svibnja - 27. studenog.
Nagrade:
- Zlatni lav za životno djelo: Paulo Mendes da Rocha .[5]
- Zlatni lav za najbolji nacionalni paviljon: Španjolska s nedovršenim, kustosi Iñaqui Carnicero i Carlos Quintáns .[6]

Nacionalni paviljoni i kustosi
- Italija : Briga. Kustos: Studio Tamassociati
- Švicarska : Slučajni prostor. Kustosica Sandra Oehy. Izlagač Christian Kerez.[7]
- Srbija : HEROIC: Besplatna poštarina. Izlagači: Stefan Vasic, Ana Šulkic i Igor Sjeverac.[7]

### 2014.
14. međunarodna arhitektonska izložba: "Osnove". Režirao Rem Koolhaas. od 7. lipnja do 23. studenog 2014.godine.
Nagrade:
- Zlatni lav za životno djelo: Phyllis Lambert .[10]
- Zlatni lav za najbolje nacionalno sudjelovanje: Koreja, s "Pogledom vrana", kustos Minsuk Cho, zajedno s Hyungmin Pai i Changmo Ahn.[11]
- Srebrni lav za najbolji istraživački projekt odjeljka Monditalia : Andrés Jaque i njegov Ured za političke inovacije, s projektom "Čudnost prodaje. Milano 2 i politika od urbanizma od kuće do kuće ".[12]
- Srebrni lav za najbolje nacionalno sudjelovanje: Čile, s "Monolit kontroverzama", kustosi Pedro Alonso i Hugo Palmarola.
- Posebna priznanja nacionalnim sudjelovanjima: Kanada, Francuska, Rusija
- Posebna priznanja istraživačkim projektima odjeljka Monditalia: "Radikalna pedagogija: AKCIJA-REAKCIJA-INTERAKCIJA" Beatriz Colomina, Britt Eversole, Ignacio G. Galán, Evangelos Kotsioris, Anna-Maria Meister, Federica Vannucchi, Amunátegui Valdés Architects, Smog.tv ; "Intermundia" Ane Dana Beroš ; "Talijanski limeta" Folder

13. međunarodna arhitektonska izložba: "Zajedničko tlo". Režirao David Chipperfield. 29. kolovoza - 25. studenog 2012.
Nagrade:
- Zlatni lav za životno djelo: Alvaro Siza .[14]
- Zlatni lav za najbolje nacionalno sudjelovanje: Japan, " Arhitektura, ovdje moguća? Dom za sve "kustos Toyo Ito, uz sudjelovanje Kumiko Inui, Sou Fujimoto, Akihisa Hirata i Naoya Hatakeyama .[15]
- Zlatni lav za najbolji projekt izložbe Common Ground: Urban-Think Tank (Alfredo Brillembourg, Hubert Klumpner), Justin McGuirk i Iwan Baan
- Srebrni lav za obećavajuću praksu izložbe Common Ground: Grafton Architects ( Yvonne Farrell i Shelley McNamara )
- Posebna priznanja: Poljska, povjerenica Hanna Wróblewska; Sjedinjene Američke Države, povjerenica Cathy Lang Ho; Rusija, povjerenik Grigorij Revzin; Cino Zucchi.[16][17]

### 2010.
12. međunarodna izložba arhitekture: "Ljudi se susreću u arhitekturi". Režirao Kazuyo Sejima. 29. kolovoza - 21. studenog 2010.
Nagrade:
- Zlatni lav za životno djelo: Rem Koolhaas
- Zlatni lav za najbolje nacionalno sudjelovanje: Kraljevina Bahrein
- Izložba Zlatni lav za najbolji projekt u narodu koji se susreće na arhitekturi: junya.ishigami + suradnici
- Zlatni lav u sjećanju: Kazuo Shinohara
- Srebrni lav za perspektivnog mladog sudionika na izložbi Ljudi se susreću u arhitekturi: URED Kersten Geers David Van Severen + Bas Princen
- Posebna priznanja: Amaterski arhitektonski studio, Studio Mumbai, Piet Oudolf

### 2008.
Jedanaesta međunarodna izložba arhitekture : "Tamo vani: arhitektura izvan građevine". Režirao Aaron Betsky. 14. rujna - 23. studenog 2008.
Nagrade:
- Zlatni lav za životno djelo: Frank Gehry
- Zlatni lav za najboljeg nacionalnog sudionika: Poljska („Hotel Polonia. Zagrobni život zgrada "). Projekt Nicolasa Grospierrea i Kobasa Lakse
- Zlatni lav za najbolji instalacijski projekt na međunarodnoj izložbi: Obrazac Greg Lynn („Namještaj od recikliranih igračaka“)
- Posebni Zlatni lav za životno djelo povjesničara arhitekture: James S. Ackerman
- Srebrni lav za perspektivnog mladog arhitekta na međunarodnoj izložbi: čileanska grupa Elemental

Nacionalni paviljoni i kustosi
- Njemačka : Ažuriranje Njemačke - 100 projekata za bolju budućnost. Kustosi: Friedrich von Borries i Matthias Böttger
- Sjedinjene Američke Države : U otvoreno: Praksa pozicioniranja :[20] 16 arhitektonskih skupina usredotočuje se na sve veći interes za građanski angažman u američkoj arhitektonskoj praksi i ispituje na koji način nova generacija ponovno dobiva ulogu u oblikovanju zajednice i izgrađenog okoliša. Kustosi: William Menking, Aaron Levy i Andrew Sturm.

### 2006.
10. međunarodna arhitektonska izložba : "Gradovi, arhitektura i društvo". Režirao Ricky Burdett. 10. rujna - 19. studenog 2006. Sekcija osiguranja City-Port održavala se u Palermu do 14. siječnja 2007. Izložba je privukla preko 130 000 posjetitelja.
Nagrade:
- Zlatni lav za životno djelo: Richard Rogers
- Zlatni lav za najbolje nacionalno sudjelovanje: Danska za "CO-EVOLUTION, dansko-kineska suradnja na održivom urbanom razvoju u Kini". Kustosi: Henrik Valeur i UiD. Projekti danskih arhitektonskih ureda i kineskih sveučilišta CEBRA + Tsinghua, COBE + CQU, Effekt + Tongji i Transform + XAUAT[22][23]
- Zlatni lav za grad: Bogota, Kolumbija
- Zlatni lav za najbolje urbane projekte: Javier Sanchez / Higuera + Sanchez za stambeni projekt "Brazil 44" u Mexico Cityju
- Posebna nagrada za najbolju arhitektonsku školu: Facoltà di Architettura Politecnico di Torino za projekt u Mumbaiju
- Spominje se za tri značajne nacionalne izložbe: Japan, Island i Makedonija
- Sedam kamenih lavova, Città di Pietra -Sensi Contemporanei odjeljak: Bari, vođa grupe arh. Adolfo Natalini; Crotone, arh. Carlo Moccia; Pantelleria, vođa grupe arh. Gabriella Giuntoli; Bari, vođa grupe arh. Guido Canella; Bari, vođa grupe arh. Antonio Riondino; Bari, vođa grupe arh. Vitangelo Ardito; Pantelleria, vođa grupe arh. Marino Narpozzi
- Nagrada za arhitekturu Portus, Città - Porto - Sensi Contemporanei odjeljak: “Il parco della Blanda” regije Basilicata. Područje: Maratea, Piana di Castrocucco (Potenza). Projekt: Gustavo Matassa, s Vincenzo De Biase, Silvia Marano, Rosa Nave
- Premio Manfredo Tafuri, imenovan od strane Padiglione Italia: Vittorio Gregotti
- Nagrada Giancarlo De Carlo, koju je imenovao Padiglione Italia: Andrea Stipa
- Nagrada Ernesto Nathan Rogers, koju je imenovao Padiglione Italia: Luca Molinari

Nacionalni paviljoni
- Paviljon Sjedinjenih Država :[24]

After the Flood: Building on Higher Ground: Arhitektonski odgovori na devastaciju u kolovozu 2005. u New Orleansu i na zaljevskoj obali koju je proradio uragan Katrina . Kustos: Christian Ditlev Bruun . Među uključeni projekti bili su Anderson + Anderson Architects i Eight Inc. Fotografija za izložbu Michaela Goodmana . Grafički dizajn Paula Kelly Design NYC . Izložba je putovala u Bangkok (2007.), Panama City (2007.) i Los Angeles (2008.). Izložba je također označila početak međunarodne serije simpozija Održivi dijalozi, koja je povezala arhitekte, urbaniste i ekologa iz jugoistočne Azije, Srednje i Južne Amerike s američkim arhitektima u svakoj regiji radi razmjene ideja i znanja te predlaganja rješenja za pitanja ekoloških katastrofa, globalne klimatske promjene i održive arhitektonske strategije. Suradnici su bili Global Green and Make it Right (osnovao Brad Pitt ).

### 2004.
9. međunarodna arhitektonska izložba : "METAMORPH". Režirao Kurt W. Forster. 12. rujna - 7. studenog 2004. Izložba je privukla preko 115 000 posjetitelja.
Nagrade:
- Zlatni lav za životno djelo: Peter Eisenman
- Zlatni lav za najbolju instalaciju koju je predstavila država: belgijski paviljon (“Kinshasa, imaginarni grad”)
- Zlatni lav za najznačajnije djelo izložbe Metamorph: Studio SANAA Kazuyo Sejima + Ryue Nishizawa za projekt Muzeja 21. stoljeća za suvremenu umjetnost (Kanazawa, Japan) i za proširenje Istituto Valenciano de Arte Moderna (Valencia, Španjolska)
- Posebna nagrada za najbolje djelo u rubrici Koncertne dvorane: Studijski rad Juliena De Smedta i Bjarkea Ingelsa za projekt Koncertna kuća (Stavanger, Norveška)
- Posebna nagrada za najbolje djelo u odjeljku Epizode: njemački fotograf Armin Linke i talijanski arhitekt Piero Zanini za instalaciju Alpi
- Posebna nagrada za najbolje djelo u odjeljku Transformacije: austrijski arhitekt Günther Domenig za Dokumentacijski centar na Party Rally Grounds iz Norimberga, Njemačka
- Posebna nagrada za najbolji rad u odjeljku Topografija: Studio Foreign Office Architects Ltd za parkiralište Novartis (Basilea, Švicarska)
- Posebna nagrada za najbolje djelo u odjeljku Površine: japanski arhitekt Shuhei Endo za projekt Springtecture (Singu-cho, Hyogo, Japan)
- Posebna nagrada za najbolji rad u odjeljku Atmosfera: australski studio PTW Architects pty Ltd i kineski partnerski studio CSCEC + Dizajn za projekt Nacionalnog plivačkog centra (Pechino Olympic Green, Kina)
- Posebna nagrada za najbolje djelo u odjeljku Hyper-Project: Martinez Lapeña- Torres Arquitectos za Esplanada Fòrum (Barcelona, Španjolska)
- Posebna nagrada za najbolji rad u Morphing Lights, plutajućim sjenama (fotografija): slike Marsa koje je NASA snimila u suradnji s JPL i Sveučilištem Cornell

Nacionalni paviljoni
- Paviljon Sjedinjenih Država :[24] Transcending Type. Predstavlja šest američkih arhitektonskih tvrtki u prethodnici suvremenog dizajna. Svaka od njih istražuje nove oblike i koristi za kultne moderne tipove zgrada. Povjerenik: Arhitektonska evidencija. Kustos: Christian Ditlev Bruun. Izloženi projekti: George Yu Architects, Los Angeles: TRGOVAČKI CENTAR. * Kolatan / MacDonald Studio, New York: RESIDENTIAL HIGH RISE (Resi-Rise) * Studio / Gang / Architects, Chicago: URBAN SPORTS ARENA. * Lewis. Tsurumaki. Lewis, New York: PARKIRNA GARAŽA. * Predock_Frane  Arhivirana inačica izvorne stranice od 22. ožujka 2021. (Wayback Machine), Los Angeles: DUHOVNI PROSTOR. * Reiser + Umemoto, New York: IZMJENA AUTOCESTE

### 2002.
8. međunarodna izložba arhitekture : "DALJE". Režija Deyan Suđić. 8. rujna - 3. studenog 2002. Izložba je privukla preko 100 000 posjetitelja.
Nagrade:
- Zlatni lav za životno djelo: Toyo Ito
- Zlatni lav za najbolji projekt međunarodne izložbe: Iberê Camargo Foundation di Porto Alegre (Brazil) koji je dizajnirao Alvaro Siza Vieira
- Posebna nagrada za najboljeg nacionalnog sudionika: Nizozemski paviljon
- Posebna nagrada za najbolja arhitektonska djela pokrovitelj: Zhang Xin
- Posebna nagrada za najbolje vladino sponzorstvo : Barcelona
- Posebno se spominje Next Mexico City: Projekt jezera

- Paviljon Sjedinjenih Država[24] * Svjetski trgovinski centar. Dvije perspektive: posljedice i prije. Fotografije Joel Meyerowitz. * Novi prijedlozi za dizajn Svjetskog trgovinskog centra. Galerija Max Protetch.

Povjerenik: Robert Ivy, izvršni direktor Američkog instituta za arhitekte (AIA)

### 2000.
Sedma međunarodna arhitektonska izložba: "Manje estetike, više etike". Režirao Massimiliano Fuksas. 18. lipnja - 29. listopada 2000.
Nagrade:
- Zlatni lav za životno djelo: Renzo Piano, Paolo Soleri i Jørn Utzon .
- Zlatni lav za najbolju interpretaciju izložbe: Jean Nouvel
- Posebna nagrada za najboljeg nacionalnog sudionika: Španjolska
- Specijalna nagrada "Bruno Zevi" za najboljeg profesora arhitekture: Joseph Rykwert
- Posebna nagrada za najbolja arhitektonska djela pokrovitelj: Thomas Krens
- Posebna nagrada za najboljeg urednika arhitekture: Eduardo Luis Rodriguez, urednik Arquitectura Cuba
- Specijalna nagrada za najboljeg arhitektonskog fotografa: Ilya Utkin

Nacionalni paviljoni
- Paviljon Sjedinjenih Država:[29] ARCHitecture LABoratories sa Sveučilištem Columbia i UCLA . Greg Lynn i Hani Rashid transformirali su američki paviljon u istraživački laboratorij osmišljen za istraživanje, proizvodnju i predstavljanje širokog spektra novih arhitektonskih shema. Središnja tema studijskog programa bila je nova tehnologija i njezina primjena na suvremene stambene i druge arhetipove zgrada. Organizator: Zaklada Solomon R. Guggenheim. Povjerenik: Max Hollein

### 1996.
Šesta međunarodna arhitektonska izložba: "Osjećati budućnost - arhitekt kao seizmograf ". Režirao Hans Hollein .
Nagrade:
- Zlatni lav za najboljeg nacionalnog sudionika: Japan
- Zlatni lav za najbolju interpretaciju izložbe: Odile Decq -Benoît Cornette, Juha Kaakko, Ilkka Laine, Kimmo Liimatainen, Jari Tirkkonen, Enric Miralles Moya
- Posebna Osella za izvanrednu inicijativu u suvremenoj arhitekturi: Pascal Maragall, gradonačelnik Barcelone
- Posebna Osella za medijsku izloženost na polju suvremene arhitekture: Wim Wenders
- Posebna Osella za najboljeg arhitektonskog fotografa: Gabriele Basilico

Nacionalni paviljoni
- Paviljon Sjedinjenih Država:[20] Izgradnja sna: umjetnost Disneyjeve arhitekture. Tvrtka Walt Disney nadahnula je i naručila radove mnogih vodećih arhitekata današnjice za svoje hotele, produkcije, objekte, poslovne zgrade, sportske objekte i stambene objekte. Organizatori: Disney Imagineering i The Solomon R Guggenheim Foundation, New York. Povjerenik: Thomas Krens

### 1991.
5. međunarodna izložba arhitekture. Režirao Francesco Dal Co. 8. rujna - 6. listopada 1991. godine.
Nagrade:
- Pobjednik međunarodnog natječaja za novi Palazzo del Cinema 1990: Rafael Moneo
- Pobjednik međunarodnog natječaja "Una Porta per Venezia" za obnovu Piazzale Roma: Jeremy Dixon i Edward Jones

Nacionalni paviljoni
- Paviljon Sjedinjenih Država:[20] "Peter Eisenman i Frank Gehry". Sličnosti i razlike između djela arhitekata Petera Eisenmana i Franka Gehryja. Organizator: Zaklada Solomon R Guggenheim, New York. Povjerenik: Philip Johnson

### 1986.
4. međunarodna arhitektonska izložba: "Hendrik Petrus Berlage - crteži". Režirao Aldo Rossi. 18. srpnja - 28. rujna 1986. godine. Villa Farsetti, Santa Maria di Sala.

### 1985.
3. međunarodna arhitektonska izložba: "Progetto Venezia" (međunarodno natjecanje). Režirao Aldo Rossi. 20. srpnja - 29. rujna 1985. godine.
Nagrade:
- Kameni lav: Robert Venturi, Manuel Pascal Schupp, COPRAT, Franco Purini (most Accademia)
- Kameni lav: Raimund Abraham, Raimund Fein, Peter Nigst, Giangiacomo D'Ardia (Ca 'Venier dei Leoni)
- Kameni lav: Alberto Ferlenga (Piazza di Este)
- Kameni lav: Diplomirani studenti Daniel Libeskind i Cranbrook, tri lekcije iz arhitekture (Piazza di Palmanova)
- Kameni lav: Laura Foster Nicholson (Villa Farsetti u Santa Maria di Sala)
- Kameni lav: Maria Grazia Sironi i Peter Eisenman (Castelli di Romeo i Julija u Montecchio Maggiore)

### 1981-82.
Druga međunarodna izložba arhitekture: "Arhitektura u islamskim zemljama". Režirao Paolo Portoghesi. 20. studenoga 1981. – 6. siječnja 1982.

### 1980.
1. međunarodna arhitektonska izložba: "Prisutnost prošlosti". Režirao Paolo Portoghesi. 27. srpnja - 20. listopada 1980.
Uključio izložbu Strada Novissima u Corderie dell'Arsenale i izložbe o Antoniju Basileu, arhitektu; Banalni objekt. Izložba kritičara. Izložba mladih arhitekata. Omaž Gardelli, Ridolfiju i Johnsonu .

### 1979.
Kazalište svijeta. Dogana na kraju Zattere, koju je stvorio Aldo Rossi za arhitektonske i kazališne sekcije Bijenala povodom izložbe Venecija i pozornica (zima 1979–80).

### 1978.
Utopija i kriza protu-prirode. Arhitektonske namjere u Italiji. Magazzini del Sale, Zattere. Redatelj: Vittorio Gregotti .

### 1976.
Werkbund 1907. Podrijetlo dizajna; Racionalizam i arhitektura u Italiji tijekom fašističkog razdoblja; Europa-Amerika, staro središte grada, predgrađe; Ettore Sottsass, talijanski dizajner. Ca 'Pesaro, San Lorenzo, Magazzini del Sale, zaklada Cini. Direktor. Vittorio Gregotti .

### 1975.
Na temu Stucky Mill. Magazzini del Sale u Zattereu. Kustos odjela za vizualne umjetnosti i arhitekturu Bijenala, režirao Vittorio Gregotti .